# Timbedra
Timbedra är en kommun i departementet Timbedra i regionen Hodh Ech Chargui i Mauretanien. Kommunen hade 17 832 invånare år 2013.